# Vladan Milojević
Vladan Milojević (in serbo Владан Милојевић?; Aranđelovac, 9 marzo 1970) è un allenatore di calcio ed ex calciatore serbo, di ruolo difensore, tecnico della Stella Rossa.

## Biografia
È fratello di Goran Milojević, anch'egli allenatore ed ex calciatore. È padre del calciatore Nemania Milogevits.

## Carriera

### Giocatore
Cresciuto nelle file della Stella Rossa, ha debuttato tra i professionisti nelle file del Bečej. Nel 1990 è passato al Radnički Belgrado. Dopo tre stagioni nel club giallorosso, nel 1993 si è trasferito al PAS Giannina. Nella stagione successiva ha militato nelle file del Kalamata. Nel 1995 è tornato alla Stella Rossa. La stagione successiva ha militato nelle file dell'Apollōn Smyrnīs. Nel 1997 si è trasferito al Panathīnaïkos, club in cui ha militato per tre stagioni. Nel 2000 è passato all'Īraklīs. Nell'estate 2003 si è trasferito all'Akratītos. Nel gennaio 2004 è tornato all'Apollōn Smyrnīs, con cui ha concluso la carriera da calciatore al termine della stagione.

### Allenatore
Terminata la carriera da calciatore, ha iniziato la propria carriera da allenatore nella stagione 2006-2007, come vice allenatore del Čukarički Stankom. Nella stagione 2010-2011 ha allenato la formazione Under-19 della Stella Rossa. Nell'estate 2011 è diventato allenatore del Javor Ivanjica. Nel settembre 2011 ha lasciato il club. Nell'estate 2012 è diventato tecnico del Čukarički. Ha guidato il club per tre stagioni e mezzo. Durante questa esperienza ha ottenuto la promozione del club in Superliga nel 2013 ed ha vinto la Coppa di Serbia 2014-2015. Il 6 ottobre 2015 ha risolto il proprio contratto. L'11 novembre 2015 è stato ufficializzato come nuovo allenatore dell'Omonia, club cipriota. Al termine della stagione ha lasciato il club. Nella stagione 2016-2017 ha allenato il Paniōnios. Il 5 luglio 2017 è diventato tecnico della Stella Rossa. Ha guidato il club fino al 2019, vincendo per due volte la Superliga. In questo periodo, inoltre, ha vinto per due volte di fila il premio di Allenatore serbo dell'anno. Il 19 dicembre 2019 si è dimesso. Il 28 febbraio 2020 è diventato allenatore dell'Al-Ahli, club saudita. Il 24 marzo 2021 ha rescisso il proprio contratto. Il 27 maggio 2021 è stato annunciato come nuovo allenatore dell'AEK Atene. L'8 ottobre 2021 ha risolto il proprio contratto. Il successivo 17 ottobre è stato ufficializzato come nuovo tecnico dell'Al-Ettifaq. Il 1º marzo 2022 è stato sollevato dall'incarico. Il 5 ottobre 2022 è stato nominato tecnico dell'APOEL. Al termine della stagione non è stato confermato. Il 31 agosto 2023 è stato ufficializzato come allenatore dell'Apollōn Limassol. Il 5 dicembre 2023 si è dimesso. Il 20 dicembre 2023 è tornato alla Stella Rossa.

## Statistiche

### Statistiche da allenatore
Statistiche aggiornate al 6 agosto 2024. In grassetto le competizioni vinte.
| Stagione            | Squadra             | Campionato          | Campionato | Campionato | Campionato | Campionato | Coppe nazionali | Coppe nazionali | Coppe nazionali | Coppe nazionali | Coppe nazionali | Coppe continentali | Coppe continentali | Coppe continentali | Coppe continentali | Coppe continentali | Altre coppe | Altre coppe | Altre coppe | Altre coppe | Altre coppe | Totale | Totale | Totale | Totale | % Vittorie | Piazzamento   |
| Stagione            | Squadra             | Comp                | G          | V          | N          | P          | Comp            | G               | V               | N               | P               | Comp               | G                  | V                  | N                  | P                  | Comp        | G           | V           | N           | P           | G      | V      | N      | P      | %          | Piazzamento   |
| ------------------- | ------------------- | ------------------- | ---------- | ---------- | ---------- | ---------- | --------------- | --------------- | --------------- | --------------- | --------------- | ------------------ | ------------------ | ------------------ | ------------------ | ------------------ | ----------- | ----------- | ----------- | ----------- | ----------- | ------ | ------ | ------ | ------ | ---------- | ------------- |
| giu-set. 2011       | Javor Ivanjica      | SL                  | 6          | 2          | 0          | 4          | KS              | 1               | 1               | 0               | 0               | -                  | -                  | -                  | -                  | -                  | -           | -           | -           | -           | -           | 7      | 3      | 0      | 4      | 42,86      | Eson.         |
| 2012-2013           | Čukarički           | PLS                 | 34         | 19         | 10         | 5          | KS              | 2               | 1               | 0               | 1               | -                  | -                  | -                  | -                  | -                  | -           | -           | -           | -           | -           | 36     | 20     | 10     | 6      | 55,56      | 2° (prom.)    |
| 2013-2014           | Čukarički           | SL                  | 30         | 12         | 8          | 10         | KS              | 2               | 1               | 0               | 1               | -                  | -                  | -                  | -                  | -                  | -           | -           | -           | -           | -           | 32     | 13     | 8      | 11     | 40,63      | 5°            |
| 2014-2015           | Čukarički           | SL                  | 30         | 16         | 9          | 5          | KS              | 6               | 6               | 0               | 0               | UEL                | 4                  | 2                  | 1                  | 1                  | -           | -           | -           | -           | -           | 40     | 24     | 10     | 6      | 60,00      | 3°            |
| giu-ott. 2015       | Čukarički           | SL                  | 12         | 5          | 3          | 4          | KS              | 0               | 0               | 0               | 0               | UEL                | 4                  | 2                  | 1                  | 1                  | -           | -           | -           | -           | -           | 16     | 7      | 4      | 5      | 43,75      | Dimiss.       |
| Totale Čukarički    | Totale Čukarički    | Totale Čukarički    | 106        | 52         | 30         | 24         |                 | 10              | 8               | 0               | 2               |                    | 8                  | 4                  | 2                  | 2                  |             | -           | -           | -           | -           | 124    | 64     | 32     | 28     | 51,61      |               |
| nov. 2015-2016      | Omonia              | A                   | 26         | 16         | 3          | 7          | KK              | 7               | 4               | 2               | 1               | UEL                | -                  | -                  | -                  | -                  | -           | -           | -           | -           | -           | 33     | 20     | 5      | 8      | 60,61      | Sub., 4°      |
| 2016-2017           | Paniōnios           | SLE                 | 36         | 16         | 8          | 12         | KE              | 3               | 1               | 1               | 1               | -                  | -                  | -                  | -                  | -                  | -           | -           | -           | -           | -           | 39     | 17     | 9      | 13     | 43,59      | 5°            |
| 2017-2018           | Stella Rossa        | SL                  | 37         | 32         | 4          | 1          | KS              | 3               | 2               | 0               | 1               | UEL                | 16                 | 7                  | 6                  | 3                  | -           | -           | -           | -           | -           | 56     | 41     | 10     | 5      | 73,21      | 1°            |
| 2018-2019           | Stella Rossa        | SL                  | 37         | 33         | 3          | 1          | KS              | 6               | 4               | 1               | 1               | UCL                | 14                 | 5                  | 5                  | 4                  | -           | -           | -           | -           | -           | 57     | 42     | 9      | 6      | 73,68      | 1°            |
| giu.-dic. 2019      | Stella Rossa        | SL                  | 20         | 18         | 1          | 1          | KS              | 2               | 2               | 0               | 0               | UCL                | 14                 | 4                  | 4                  | 6                  | -           | -           | -           | -           | -           | 36     | 24     | 5      | 7      | 66,67      | Dimiss.       |
| feb.-set. 2020      | Al-Ahli             | SPL                 | 10         | 5          | 1          | 4          | KC              | 1               | 0               | 0               | 1               | ACL                | 5                  | 2                  | 0                  | 3                  | -           | -           | -           | -           | -           | 16     | 7      | 1      | 8      | 43,75      | Sub., 3°      |
| 2020-mar. 2021      | Al-Ahli             | SPL                 | 24         | 10         | 5          | 9          | KC              | 1               | 0               | 0               | 1               | -                  | -                  | -                  | -                  | -                  | -           | -           | -           | -           | -           | 25     | 10     | 5      | 10     | 40,00      | Eson.         |
| Totale Al-Ahli      | Totale Al-Ahli      | Totale Al-Ahli      | 34         | 15         | 6          | 13         |                 | 2               | 0               | 0               | 2               |                    | 5                  | 2                  | 0                  | 3                  |             | -           | -           | -           | -           | 41     | 17     | 6      | 18     | 41,46      |               |
| giu.-ott. 2021      | AEK Atene           | SLE                 | 5          | 3          | 1          | 1          | KE              | -               | -               | -               | -               | UECL               | 2                  | 0                  | 0                  | 2                  | -           | -           | -           | -           | -           | 7      | 3      | 1      | 3      | 42,86      | Risoluz.      |
| ott. 2021-mar. 2022 | Al-Ettifaq          | SPL                 | 14         | 4          | 4          | 6          | KC              | 1               | 0               | 0               | 1               | -                  | -                  | -                  | -                  | -                  | -           | -           | -           | -           | -           | 15     | 4      | 4      | 7      | 26,67      | Eson.         |
| ott. 2022-2023      | APOEL               | A                   | 30         | 18         | 8          | 4          | KK              | 4               | 3               | 0               | 1               | -                  | -                  | -                  | -                  | -                  | -           | -           | -           | -           | -           | 34     | 21     | 8      | 5      | 61,76      | Sub., 2°      |
| ago.-dic. 2023      | Apollōn Limassol    | A                   | 11         | 5          | 2          | 4          | KK              | -               | -               | -               | -               | -                  | -                  | -                  | -                  | -                  | -           | -           | -           | -           | -           | 11     | 5      | 2      | 4      | 45,45      | Sub., Dimiss. |
| dic. 2023-2024      | Stella Rossa        | SL                  | 18         | 16         | 2          | 0          | KS              | 3               | 3               | 0               | 0               | UCL                | -                  | -                  | -                  | -                  | -           | -           | -           | -           | -           | 21     | 19     | 2      | 0      | 90,48      | Sub., 1°      |
| 2024-2025           | Stella Rossa        | SL                  | 37         | 32         | 4          | 1          | KS              | 5               | 5               | 0               | 0               | UCL                | 10                 | 3                  | 0                  | 7                  | -           | -           | -           | -           | -           | 52     | 40     | 4      | 8      | 76,92      | 1°            |
| 2025-2026           | Stella Rossa        | SL                  | 4          | 4          | 0          | 0          | KS              | 0               | 0               | 0               | 0               | UCL                | 5                  | 3                  | 1                  | 1                  | -           | -           | -           | -           | -           | 9      | 7      | 1      | 1      | 77,78      |               |
| Totale Stella Rossa | Totale Stella Rossa | Totale Stella Rossa | 153        | 135        | 14         | 4          |                 | 19              | 16              | 1               | 2               |                    | 59                 | 22                 | 16                 | 21                 |             | -           | -           | -           | -           | 231    | 173    | 31     | 27     | 74,89      |               |
| Totale carriera     | Totale carriera     | Totale carriera     | 421        | 266        | 76         | 79         |                 | 47              | 33              | 4               | 10              |                    | 74                 | 28                 | 18                 | 28                 |             | -           | -           | -           | -           | 532    | 327    | 98     | 117    | 61,47      |               |

## Palmarès

### Giocatore

#### Club
- Coppa di Serbia e Montenegro: 1

Stella Rossa: 1995-1996

### Allenatore

#### Club
- Campionato serbo: 4

Stella Rossa: 2017-2018, 2018-2019, 2023-2024, 2024-2025
- Coppa di Serbia: 3

Čukarički: 2014-2015
Stella Rossa: 2023-2024, 2024-2025

#### Individuale
- Allenatore serbo dell'anno: 3

2017, 2018, 2024